# Yaltchin Adiguezalov
Pour les articles homonymes, voir Adiguezalov.
Yaltchin Adiguezalov (en azéri : Yalçın Vasif oğlu Adıgözəlov), né le 4 novembre 1959 à Bakou, est un chef d'orchestre azerbaïdjanais. Il est le fils du compositeur Vasif Adiguezalov.

## Biographie
Yaltchin Adiguezalov est diplômé de l’école de musique Bul-Bul. De 1977 à 1982, il étudie à l'Académie de musique Hadjibeyov de Bakou dans la classe de piano-forte du professeur Rauf Atakichiyev. 
En 1983-1989, il se rend à Léningrad au Conservatoire Rimski-Korsakov de Saint-Pétersbourg pour apprendre à diriger un orchestre symphonique d’opéra. 

## Parcours professionnel
Yaltchin Adiguezalov retourne à Bakou et dirige l’orchestre symphonique Uzeyir bay Hajibayli au Théâtre philharmonique. Il occupe le poste du directeur artistique de l’orchestre de chambre.
En 1991-1992, il suit un stage de Master en Autriche auprès du professeur Karl Österreicher à l’Académie de musique et des arts du spectacle de Vienne. 
De 1991 à 1998, il est directeur artistique de l’Orchestre symphonique d’État d’Azerbaïdjan, puis, de 1998 à 2000, chef d'orchestre de l'Orchestre symphonique Tchaïkovski de la Radio de Moscou.
De 2001 à 2004, il travaille à l’Opéra d'Istanbul. Il dirige des orchestres symphoniques dans plus de 20 pays. Il est alors professeur de l'Académie de musique de Bakou.

## Distinctions
Il reçoit le titre de l' « Homme émérite d’art de l’Azerbaїdjan » le 21 mai 2007, et le 14 septembre 2012 celui de l'Artiste du peuple de la république d'Azerbaïdjan. 
En 2015, il gagne le prix du « Meilleur musicien de l'année » (prix « Zirve »).
Le 3 novembre 2019,  il reçoit l’Ordre de la Gloire (Azerbaïdjan) pour ses mérites dans le développement de l'art musical azerbaïdjanais.